# تپه اسماعیل‌آباد - کد (۴۹ - k)
تپه اسماعیل‌آباد - کد (۴۹ - k) مربوط به دوران‌های تاریخی پس از اسلام است و در شهرستان کنگاور، روستای کرماجان واقع شده و این اثر در تاریخ ۲۴ فروردین ۱۳۸۲ با شمارهٔ ثبت ۸۱۱۹ به‌عنوان یکی از آثار ملی ایران به ثبت رسیده است.